# القومية الصومالية

علم الصومال

تعتمد القومية الصومالية فكرة أن الشعب الصومالي يشترك بلغة ودين وثقافة وعرق واحد. وغالبًا ما ترجع مظاهر الأيديولوجية الأولى إلى حركة المقاومة بقيادة دولة محمد بن عبد الله حسن في دولة الدراويش في مطلع القرن العشرين.

## معرض صور

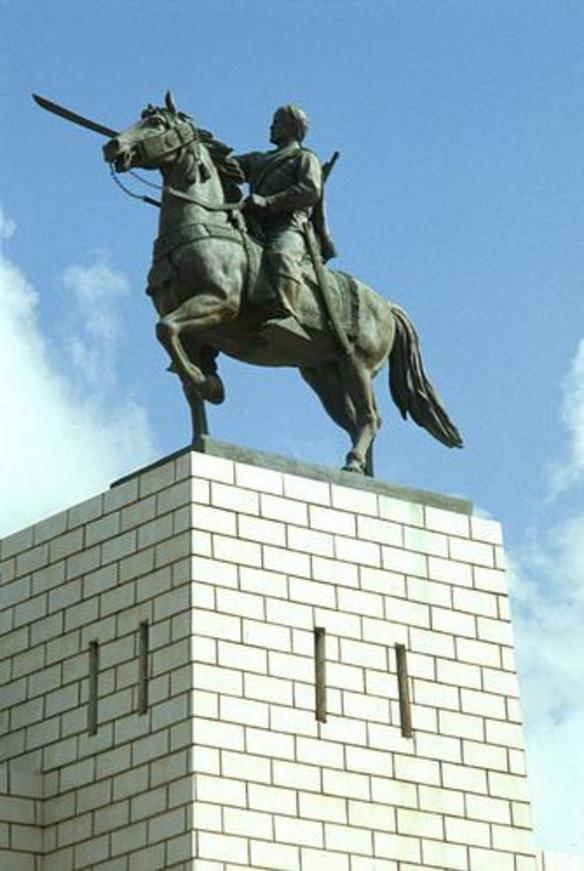
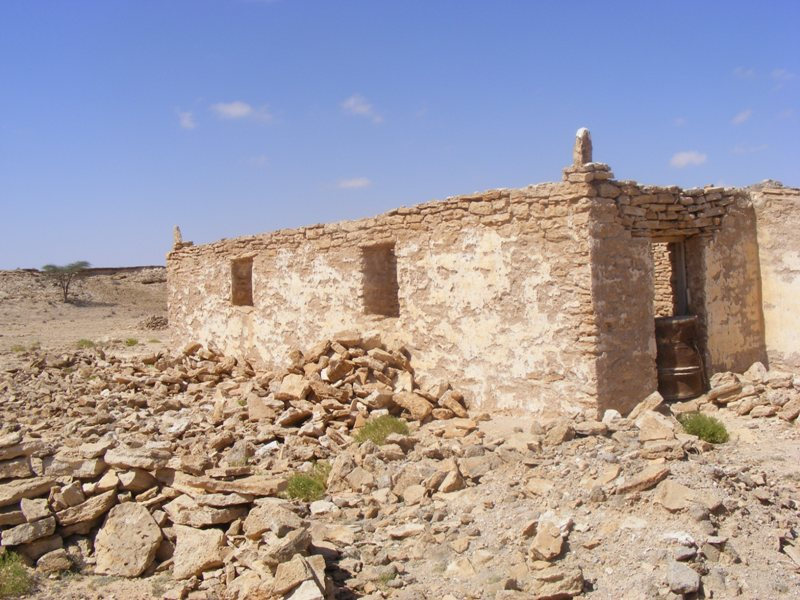
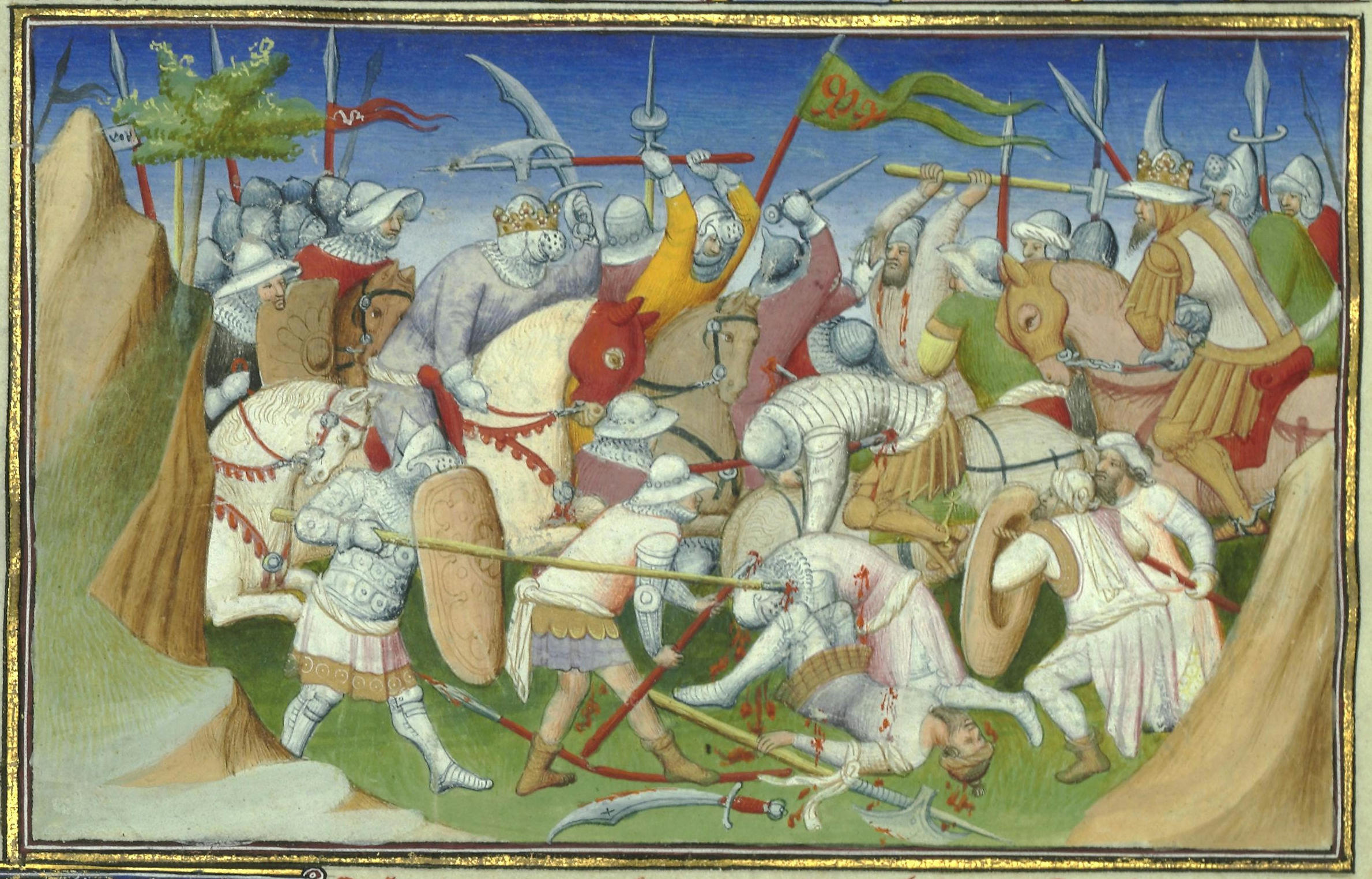
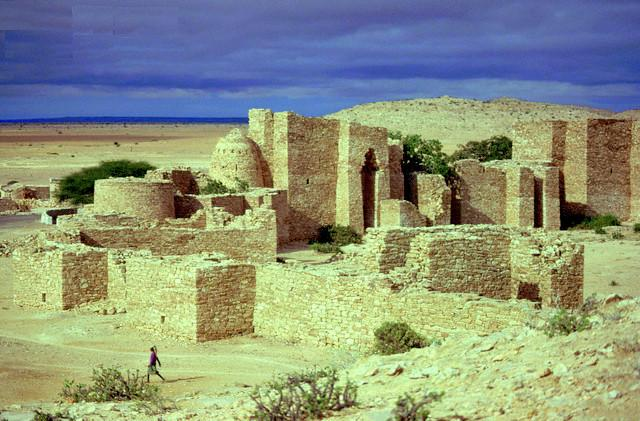

- 1=علم لعصبة الشبيبة الصومالية.